# Maślanka ceglasta

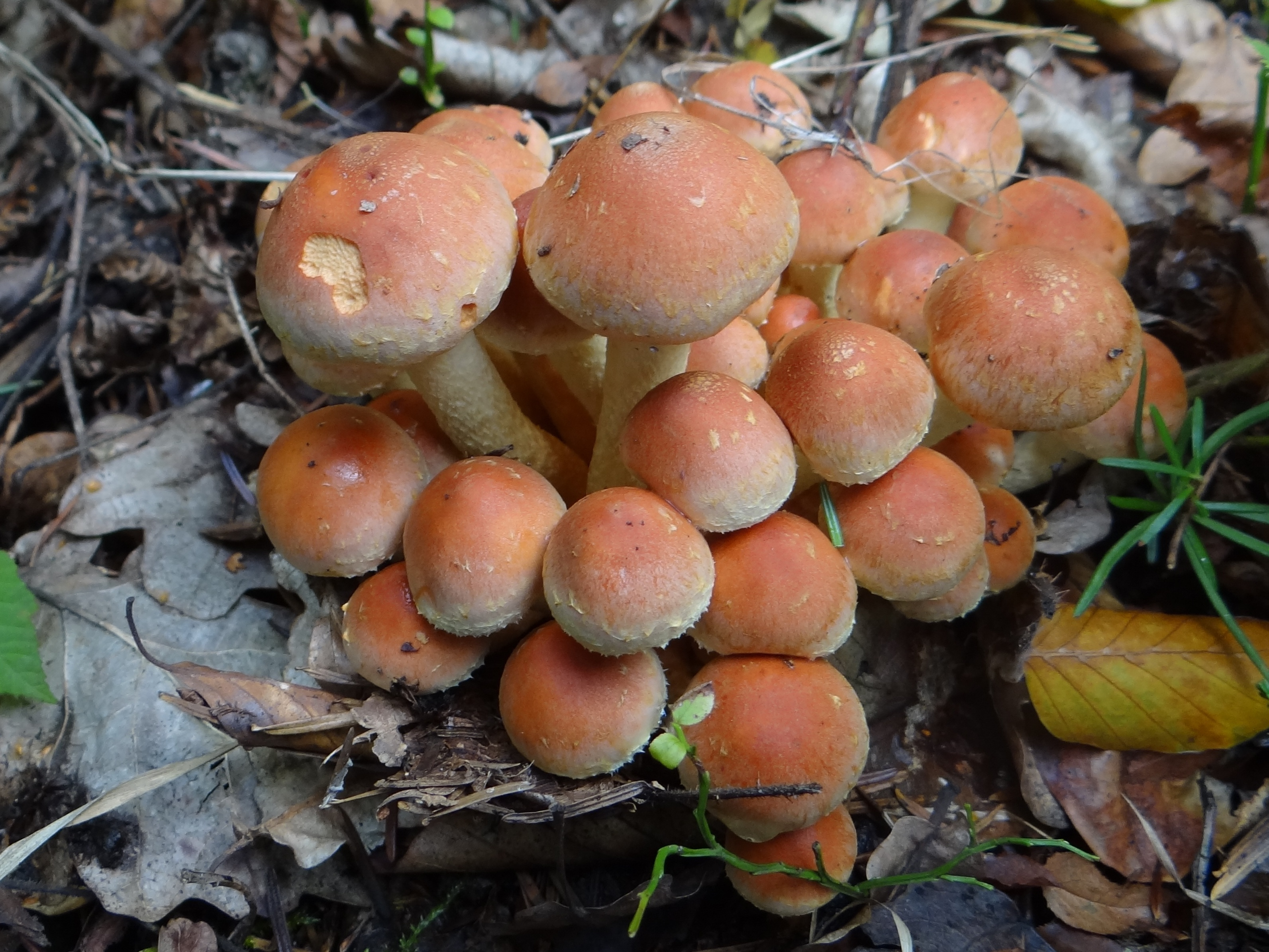

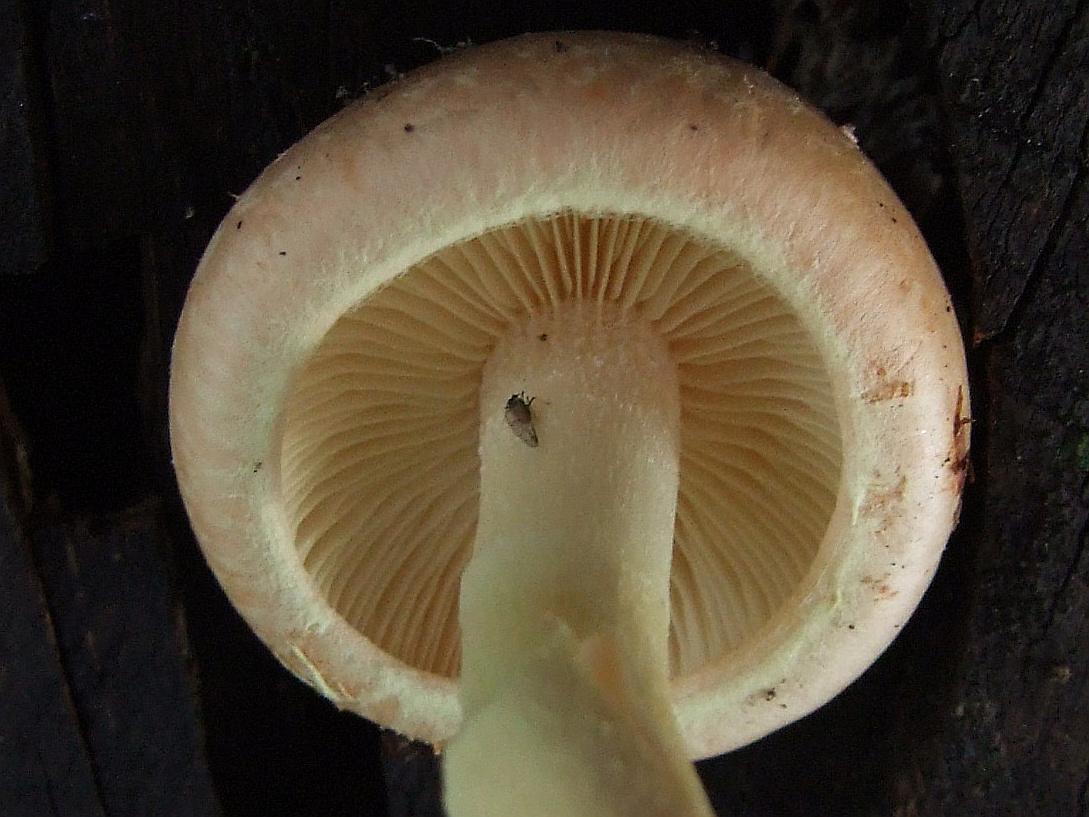
Blaszki młodego owocnika

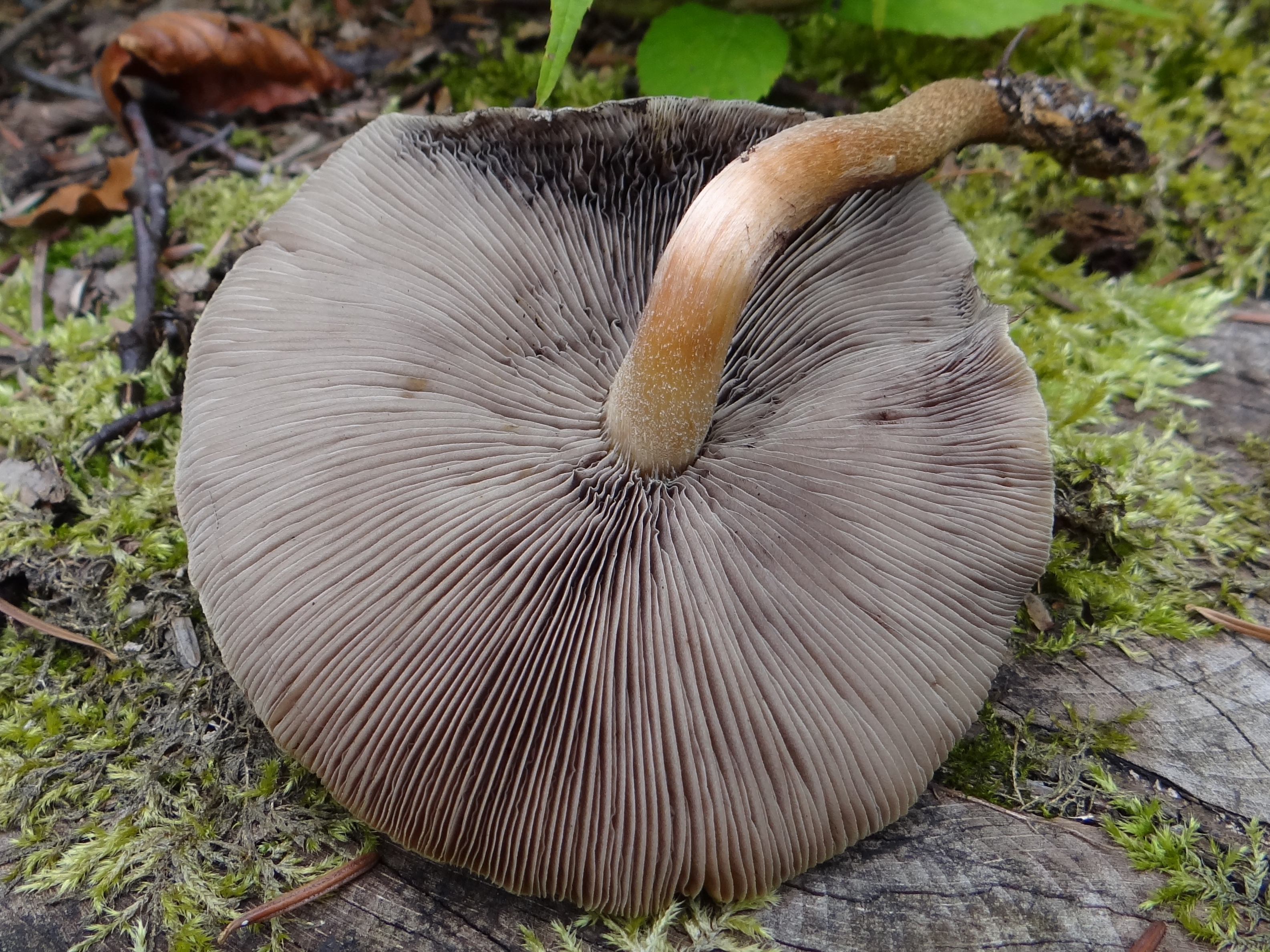
Blaszki starszego owocnika

Maślanka ceglasta (Hypholoma lateritium (Schaeff.) P. Kumm) – gatunek grzybów z rodziny pierścieniakowatych (Strophariaceae). We wcześniejszych klasyfikacjach zaliczany był do rodzaju Psilocybe jako łysiczka ceglasta (Psilocybe lateritia).

## Systematyka i nazewnictwo
Pozycja w klasyfikacji według Index Fungorum: Hypholoma, Strophariaceae, Agaricales, Agaricomycetidae, Agaricomycetes, Agaricomycotina, Basidiomycota, Fungi.
Po raz pierwszy takson ten zdiagnozował w 1774 r. Jacob Christian Schaeffer nadając mu nazwę Agaricus lateritius. Obecną, uznaną przez Index Fungorum nazwę nadał mu w 1871 r. Paul Kummer.
Niektóre synonimy naukowe:

- Agaricus carneolus Batsch
- Agaricus lateritius Schaeff.
- Agaricus lateritius var. pomposus (Bolton) Pers.
- Agaricus pomposus Schumach.
- Agaricus pomposus Bolton
- Agaricus sublateritius Schaeff.
- Agaricus sublateritius var. schaefferi Berk. & Broome
- Agaricus sublateritius var. squamosus Cooke
- Cortinarius schaefferi (Berk. & Broome) Rob. Henry
- Deconica squamosa Cooke
- Dryophila sublateritia (Schaeff.) Quél.
- Geophila sublateritia (Schaeff.) Quél.
- Hypholoma lateritium (Schaeff.) P. Kumm. var. lateritium
- Hypholoma lateritium var. pomposum (Bolton) P. Roux & Guy Garcia
- Hypholoma sublateritium (Schaeff.) Quél.
- Hypholoma sublateritium f. pomposum (Bolton) Massee
- Hypholoma sublateritium f. vulgaris Massee
- Hypholoma sublateritium var. pomposum (Bolton) Rea
- Hypholoma sublateritium var. schaefferi (Berk. & Broome) Sacc.
- Hypholoma sublateritium var. squamosum (Cooke) Sacc.
- Naematoloma sublateritium (Schaeff.) P. Karst.
- Pratella lateritia (Schaeff.) Gray
- Psilocybe lateritia (Schaeff.) Noordel.

Nazwę polską nadał Stanisław Chełchowski w 1898 r. Pozycja taksonomiczna tego gatunku nie jest jasna. W Index Fungorum rodzaj Hypholoma jest opisany jako synonim rodzaju Psilocybe, jednak dla niektórych gatunków (w tym dla maślanki ceglastej) zachowana została nazwa rodzajowa Hypholoma. W polskim piśmiennictwie mykologicznym gatunek ten opisywany był też jako bedłki ceglaste, opieńki olszowe gorzkie, bedłka ceglasta, ostrzępka ceglastawa, płomiennica rozpostarta, a Władysław Wojewoda w 2003 zaproponował nazwę łysiczka ceglasta. 

## Morfologia
Kapelusz
Średnica 3–9 cm, za młodu półkulisty, potem łukowaty, na koniec płaski. Jest mięsisty, gładki i nagi. Podczas wilgotnej pogody lepki. Środek kapelusza ma kolor ceglastoczerwony, brzegi żółtopomarańczowy. Przy brzegach występują włóknisto-łuseczkowate, białożółtawe resztki osłony.
Blaszki
Gęste, początkowo koloru żółtego, potem oliwkowobrązowego, czekoladowego lub oliwkowoczarnego.
Trzon
Wysokość 2–4 cm, grubość 1,5–3 mm, walcowaty, z zanikającym wcześnie pierścieniem. Jest włóknisty, górą bladożółty, na dole brunatny.
Miąższ
Żółtawy, lekko gorzki, bez zapachu. 
Cechy mikroskopowe
Wysyp zarodników fioletowo-brązowe. Zarodniki gładkie, elipsoidalne, cienkościenne o rozmiarach 6–7 × 3–4 μm. Pod wpływem KOH barwią się na żółtawo. Licznie występują wrzecionowate, ostro zakończone pleurocystydy o rozmiarach 40 × 10 μm. Wrzecionowato wybrzuszone lub cylindryczne, szkliste i cienkościenne cheilocystydy o półokrągłych szczytach mają rozmiar 35 × 8 μm. 

## Występowanie i siedlisko
Opisano występowanie tego gatunku w Europie, wschodnich regionach Ameryki Północnej oraz w Japonii. W Europie Środkowej jest pospolity, w Polsce bardzo pospolity. 
Rośnie zazwyczaj kępkami na próchniejących pniakach lub pniach drzew liściastych, rzadziej iglastych. Czasami występuje także na ściółce drzew liściastych. 

## Znaczenie
Saprotrof. Jest niejadalny z powodu gorzkiego smaku. Wbrew legendom, nie jest trujący choć może wywołać zaburzenia żołądkowo jelitowe.  W medycynie ludowej był stosowany przy dolegliwościach reumatycznych, jednak jego działanie lecznicze nie zostało naukowo potwierdzone.

## Gatunki podobne
- maślanka łagodna (Hypholoma capnoides). Jest jadalna, ma blaszki koloru makowoniebieskiego i występuje na drewnie drzew iglastych[4].
- maślanka wiązkowa (Hypholoma fasciculare) nie ma ceglastowybarwionego kapelusza, blaszki ma brudnozielonkawe, jest drobniejsza i bardziej gorzka[4].